# Eelke Jelles Eelkema
Eelke Jelles Eelkema (o Eelkama, Leeuwarden, 8 de julio de 1788 - Leeuwarden, 27 de noviembre de 1839) fue un pintor neerlandés.

## Biografía
Hijo de un marchante, fue educado en una institución para sordos y ciegos de Groninga debido a que sufría de su sordera causada por una enfermedad a los siete años. En la institución obtuvo varios premios y consiguió una beca para vivir dos años en París en 1814; más tarde viajó por Ámsterdam, Londres y otros sitios de Francia, Suiza e Italia, e impartió clases de dibujo en Franeker. 
Fundó una floristería en Haarlem en 1823, y continuó con sus dibujos (bodegones, flores, paisajes)
Perdió la vista dos años antes de fallecer. Muchos de sus cuadros se conservan en el Rijkmuseum.